# Gneu Claudi Sever
Gneu Claudi Sever (en llatí Cnaeus Claudius Severus) va ser un magistrat romà del segle ii.
Va ser nomenat cònsol juntament amb Sext Eruci Clar el 146, l'any en què va néixer Septimi Sever. El menciona Espartià, i apareix també el seu nom al Codi de Justinià.